# Caterina Valente
Caterina Valente (París, Francia, 14 de enero de 1931-Lugano, Suiza, 9 de septiembre de 2024) fue una cantante, guitarrista, bailarina, comediante y actriz italiana nacida en Francia. Su repertorio musical es muy variado e incluye jazz, schlager, pop, musicales, chanson y bossa nova.

## Familia
Caterina nació en París, fruto de un matrimonio de artistas italianos. Su padre, Giuseppe Valente, fue un conocido virtuoso del acordeón y su madre, Maria Valente, actuaba como payaso musical y gozaba de fama internacional. Caterina Valente tenía tres hermanos, de ellos Silvio Francesco (1927–2000) también se dedicó al mundo del espectáculo.
Caterina Valente se casó dos veces: en primeras nupcias con el malabarista Erik van Aro, con quien tuvo un hijo, Eric van Aro. En segundas nupcias en 1972 con el compositor y pianista inglés Roy Budd, con quien tuvo otro hijo, Alexander Budd. La pareja se divorció en 1979.

## Carrera musical
Valente actuó por primera vez en el circo junto con sus hermanos a la edad de 5 años, concretamente en 1936 en el Friedrichsbau de Stuttgart. Tras el caos durante la guerra, su prisión en Breslavia y su deportación a Rusia, la familia Valente regresó a París, donde Caterina, entonces con 16 años, actuó en un club nocturno como cantante.
Tras varios intentos con el entonces desconocido Gilbert Bécaud y una gira por Escandinavia, en 1948 realizó su primera grabación con un cuarteto en Copenhague. Las primeras grabaciones oficiales se efectuaron en Radio Zürich en 1952, gracias a que el entonces jefe de entretenimiento de Radio Zürich, Walo Linder, le había oído cantar en el Circo Grock. Estas grabaciones se emitieron por todas las estaciones de radio de Alemania y a ellas le siguieron diferentes producciones en estudios en diversas emisoras de radio, entre ellas Südwestfunk Baden-Baden, donde le escuchó el entonces jefe de la orquesta de baile Kurt Edelhagen, que a partir de ese momento le apoyaría. En 1952 se casó con el malabarista Erik van Aro y se desvinculó del programa de su madre, Maria Valente, la payaso más famosa por aquel entonces.

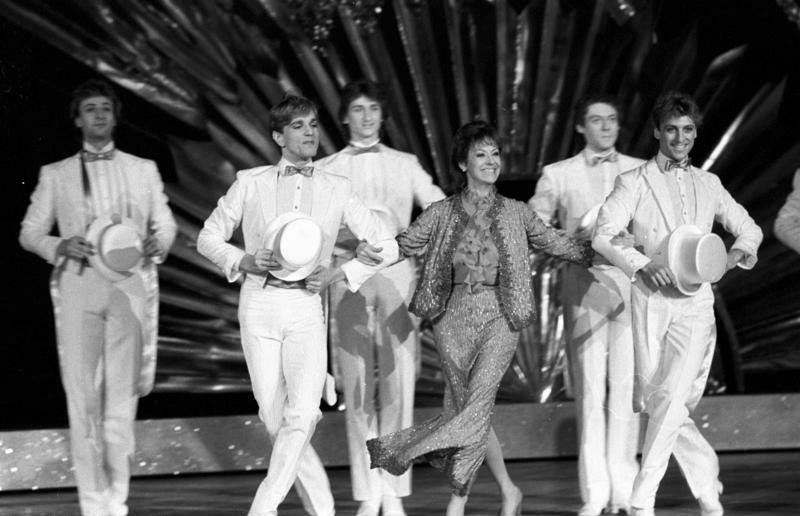
Valente en 1984 en el estreno de „Variete, Variete“ en el Friedrichstadt-Palast en Berlín del Este.

En 1953 se hicieron las primeras grabaciones con Kurt Edelhagen. Ella se fue con él de gira al Salon du Jazz en París. Su actuación conjunta en el 2. Deutscher Jazzfestival en Fráncfort del Meno en 1955 fue un gran éxito. Su primer disco fue Istanbul con el sello discográfico Brunswick. Poco después con grabaciones con la orquesta Werner Müller como Malagueña (1954), The Breeze and I (1955) del compositor cubano Ernesto Lecuona (14 semanas en las listas estadounidenses) y Dreh dich nicht um nach fremden Schatten ganaron fama entre el público. A la vez realizó trabajos de jazz. En 1956 actuó junto a Chet Baker y grabaría con él los sencillos I'll Remember April y Ev'ry Time We Say Goodbye. Al mismo tiempo salieron sus primeros álbumes musicales, entre ellos The Hi-Fi Nightingale (1956) y Plenty Valente! (1957).
Del título Ganz Paris träumt von der Liebe (1954) se vendieron sólo en Alemania más de medio millón de copias, algo inusitado por aquel entonces. Otras canciones famosas fueron Fiesta Cubana (1955), Komm ein bisschen mit nach Italien... (1956), Wo meine Sonne scheint (1957), Spiel noch einmal für mich, Habanero (1958) y Tschau, Tschau, Bambina (1959). En 1959 fue nominada al Grammy como la mejor cantante y en 1965 consiguió el Fame Award de los críticos de la televisión como mejor cantante en la televisión estadounidense. Fue la primera cantante no estadounidense en lograr ese premio, que le entregó Sammy Davis Jr..
Caterina Valente se dedicó, además de su carrera en solitario, a otros proyectos, que se titularon casi en exclusiva sobre el anhelo alemán de los años 1950 de mundos lejanos: Club Indonesia (primer puesto en 1956 con la canción Steig in das Traumboot der Liebe), Club Honolulu (primer puesto en 1960 con Itsy Bitsy Teenie Weenie Honolulu-Strand-Bikini), Club Italia y Club Argentina, entre otros. En 1972, fue invitada junto con el director de orquesta francés Paul Mauriat al Segundo Festival de la Onda Nueva, organizado por el compositor y director de orquesta venezolano Aldemaro Romero y celebrado en Caracas en febrero de ese año. El año anterior, Valente grabó con la ayuda de Mauriat y del orquestador alemán Karl-Heinz Schaffer el LP Soleil Lève-toi para la división francesa de Philips-Phonogram, el cual contenía el tema "Katy Katia Catherine", que es una versión de "El Catire", tema compuesto por Aldemaro Romero y presentado en 1970.
En el invierno de 1978/79 Caterina Valente cosechó un nuevo éxito con el Schlager Manuel, que interpretó en dos ocasiones en el programa ZDF-Hitparade. Otro éxito sería Männer brauchen Liebe de 1984, que alcanzó el segundo puesto.
En 1987 apareció el álbum Ich bin... con el exitoso sencillo Ich bin noch da.
El CD de Jazz de 1989 grabado en Italia A briglia sciolta (más tarde publicado con los títulos Fantastica y Platinum Deluxe) fue el CD más vendido de Valente en el mundo.

## Discografía

### Álbumes

#### Álbumes de estudio
| - 1956: The Hi-Fi Nightingale - 1956: Du bist Musik - 1957: Olé Caterina - 1957: Plenty Valente! - 1959: Arriba! - 1959: Weltschlager mit Caterina Valente - 1960: Latein Amerikanische Rhythmen - 1960: Caterina Valente & Edmundo Ros Orchestra: Fire & Frenzy / Caterina Valente com Edmundo Ros - 1960: Classics with a Chaser / Bueno…Clásico…y Popular! (con Werner Müller & His Orchestra) - 1963: Great Continental Hits - 1963: My Souvenirs From U.S.A. - 1963: Valente in Swingtime - 1964: South of the Border - 1964: Valente & Violins - 1965: Bonjour Kathrin - 1965: Wenn es Nacht wird in den Städten - 1966: The Intimate Valente - 1966: De Luxe Latin Album - 1968: Sweet Beat (The Legendary 60s Pop Session) - 1969: Caterina Valente & Edmundo Ros: Latin Together - 1969: Caterina Valente & Edmundo Ros: Olé Mambo - 1971: The World of Caterina Valente - 1971: Soleil Lève-toi - 1972: Love - 1989: Ich Bin - 1999: Briglia Sciolta - 2000: Sings Weil - 2002: Caterina Valente in New York - 2004: Caterina Valente in London | Fecha desconocida - A Date With Caterina Valente / Una Cita Con Caterina Valente - À La Carte - Caterina Valente Sings in French - A Poliglota da CanÇão - A Toast to the Girls - Caterina Cherie - Caterina in Italia - Caterina Valente & Edmundo Ros: Latein Amerikanische Rhythmen - Caterina Valente & Silvio Francesco: Deutsche Evergreens - Caterina Valente com Edmundo Ros - Cosmopolitan Lady - Happy Caterina - I Happen to Like New York - Ich wär’ so gern bei Dir - Pariser Chic, Pariser Charme - Portrait in Music - Rendezvous with Caterina - Serenata d’Amore - Strictly U.S.A. - Super-Fonics - Tanz mit Catrin - Un Brindis para las Muchachas |

#### Álbumes en directo
| - 1985: Caterina ’86 - 2000: Kurt Weill – American Songs - 2005: In Concert - 2007: In Las Vegas | Fecha desconocida - Caterina on Tour |

#### Recopilaciones
| Año  | Título                                     | CP |
| Año  | Título                                     | DE |
| ---- | ------------------------------------------ | -- |
| 1962 | Deutsche Evergreens (con Silvio Francesco) | 25 |

| - 1965: Caterina Valente’s Greatest Hits - 1970: Ganz Paris träumt von der Liebe - Caterina Valente singt ihre Welterfolge - 2007: Große Erfolge - 2008: Encore of Golden Hits - 2008: Kult Welle - 25 Lieder - 2008: Schlagerjuwelen - Ihre großen Erfolge - 2009: Bravo Caterina - 2009: Musik liegt in der Luft - 2010: Golden Greats | Fecha desconocida - Caterina - A Cosmopolita - Die großen Erfolge - Cosmopolitan Lady - Golden Favorites - Ihre großen Erfolge - More Schlagerparade - Schlager, Lieder & Chansons - Schlager, Lieder & Chansons 2 - Schlagerparade - Songs I’ve Sung on the Perry Como Show - The Best of Caterina Valente - The Greatest…in Any Language! - Valente on T.V. |

### Sencillos

#### Posiciones en las listas alemanas
| Año  | Título                                                                 | CP   |
| Año  | Título                                                                 | DE   |
| ---- | ---------------------------------------------------------------------- | ---- |
| 1955 | Ganz Paris träumt von der Liebe                                        | 1    |
| 1956 | Eventuell (con Peter Alexander)                                        | 1    |
| 1956 | Steig in das Traumboot der Liebe (con Silvio Francesco)                | 1    |
| 1957 | Oh Billy Boy (con Silvio Francesco)                                    | 1    |
| 1957 | Wo meine Sonne scheint (Island in the Sun)                             | 1    |
| 1959 | Tschau Tschau Bambina…!                                                | 2    |
| 1959 | La strada del amore                                                    | 19   |
| 1959 | Es war in Portugal im Mai (con Silvio Francesco)                       | 23   |
| 1959 | Schau ich zum Himmelszelt                                              | 18   |
| 1960 | Itsy Bitsy Teenie Weenie Honolulu-Strand-Bikini (con Silvio Francesco) | 1    |
| 1960 | Oh Valentino                                                           | 38   |
| 1960 | Zu viel Tequila                                                        | 20   |
| 1960 | Ein Schiff wird kommen (Hafen von Piräus)                              | 1    |
| 1960 | Rosalie, mußt nicht weinen                                             | 7    |
| 1960 | Einen Ring mit zwei blutroten Steinen                                  | 6    |
| 1961 | Pepe                                                                   | 3    |
| 1961 | Schick mir einen Gruß                                                  | 26   |
| 1961 | Matrosen aus Piräus (Wenn Matrosen aus Piräus tanzen geh’n)            | 12   |
| 1961 | Ein Seemannsherz                                                       | 5    |
| 1961 | Der Scheriff von Arkansas ist ’ne Lady                                 | 6    |
| 1961 | Kommt ein Schiff nach Amsterdam                                        | 9    |
| 1961 | Ich mach’ mir nix aus Prinzen und aus Grafen                           | 12   |
| 1962 | Peppermint Twist (con Silvio Francesco)                                | 8    |
| 1962 | Weiße Möwe, flieg in die Ferne                                         | 35   |
| 1962 | Einmal weht der Südwind wieder (con Silvio Francesco)                  | 2    |
| 1962 | Mein Ideal                                                             | 14on |
| 1962 | Quando - Quando (con Silvio Francesco)                                 | 9    |
| 1962 | Rosen sind rot                                                         | 7    |
| 1963 | Hochzeit in Louisiana                                                  | 26   |
| 1963 | Lup di lu (con Silvio Francesco)                                       | 11   |
| 1963 | Hawaiiana-Melodie                                                      | 32   |
| 1963 | Goodbye, Hawaii (con Silvio Francesco)                                 | 46   |
| 1963 | I Love You (con Silvio Francesco)                                      | 17   |
| 1964 | Schiff der schönen Träume (con Die Ping Pongs)                         | 49   |
| 1964 | Das and’re Gesicht                                                     | 30   |
| 1964 | Das war der erste Kuß                                                  | 41   |
| 1965 | Es gibt keinen andren Weg                                              | 23   |
| 1966 | Kismet                                                                 | 30   |
| 1978 | Manuel                                                                 | 16   |

#### Posiciones en las listas de EE. UU. y Reino Unido
| Año  | Título           | CP | CP |
| Año  | Título           | UK | US |
| ---- | ---------------- | -- | -- |
| 1955 | The Breeze and I | 5  | 8  |

### Otros trabajos
- 1954: O Mama, O Mama, O Mamajo
- 1954: Schwarze Engel
- 1955: Fiesta Cubana
- 1956: Bonjour Kathrin
- 1956: Es ist so schön bei dir
- 1956: Komm’ ein bißchen nach Italien (con Silvio Francesco y Peter Alexander)
- 1956: Sing Baby Sing (con Peter Alexander)
- 1957: Ich wär so gern bei dir (con Silvio Francesco)
- 1957: Dich werd ich nie vergessen
- 1957: Tipitipiti-tipitipitipso
- 1958: Spiel noch einmal für mich Habanero
- 1960: Mal Seh’n Kapitän
- 1962: Popocatepetl Twist
- 1985: SOS - Wir bau'n ein Dorf aus Liebe

## DVD
- 2005: In Concert
- 2006: Wirtschaftswunder-Kino 1 / Collection

## Cajas recopilatorias
- 2000: Mit 1000 Träumen durch die Zeit (Decca-Singles von 1959-1974) (Bear Family)
- 2000: With a Song in My Heart (1959-1973) (Bear Family)
- 2000: Polydor Recordings 1954-1958 (Bear Family)
- 2002: Du bist Musik - Die Filme (Bear Family)
- 2005: Die Telefunken-Jahre 1959-1974 (Teldec/Warner)

## Éxitos en cine, televisión y espectáculos

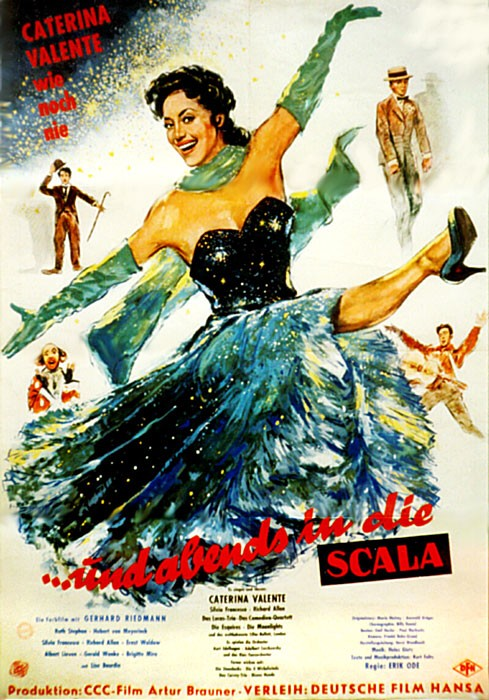
Película musical de Valente: "Und abends in die Scala". (1958)
Póster de la película de Helmuth Ellgaard.

Tras sus primeros éxitos musicales, Valente participó en 1954, con Mannequins für Rio, en su primera película. Ese mismo año hizo un cameo en la película de Schlager Große Starparade, donde cantó una canción. Le siguieron otras 11 películas. En 1957 contó con su primer programa de televisión propio en Alemania (Bonsoir Kathrin), que se produjo hasta los años 1970. Italia, Austria y Suiza produjeron programas con la participación de Valente: Nata per la Musica, Bentornata Caterina, Caterina (8 episodios), Music Circus (6 episodios), pero en Alemania se realizaron asimismo varios programas con personalidades en los que participó: Ein Leben voll Musik, Musik ist mein Leben y Unter Freunden.
Asimismo participó en numerosos espectáculos de Hans Rosenthal y Peter Frankenfeld. En Die Dritten Fernsehprogramme se emitieron Am Fuße der Leiter, Auf der Straße der Erinnerung y Rendezvous bei Caterina.
Valente actuó de forma global, 15 giras en los Estados Unidos, 7 en el Olympia de París y en el Palladium de Londres, así como varias actuaciones en Talk of the Town. Otras giras le llevaron a Sudamérica, Japón, Australia y Sudáfrica. Incluso en la época de la Guerra Fría actuó en la Unión Soviética.
Una de las cumbres de su carrera fueron los 17 millones de espectadores en 1986 que vieron el programa Bravo, Catrin! en la cadena estatal alemana ARD en el que se celebraban sus 50 años sobre los escenarios. En los Estados Unidos participó en más de 100 programas como estrella invitada, entre otros en los shows de Dean Martin, Perry Como, Danny Kaye, Bing Crosby, así como en Hollywood-Palace y un papel estelar en la serie de televisión The Entertainers con Carol Burnett y Bob Newhart.

## Un multitalento
En 1990 Valente actuó como cantante de jazz en conciertos de WDR Bigband en la Filarmónica de Colonia. Un corte con el título Kurt Weill – American Songs se publicó en formato CD unos años más tarde.
En marzo de 2002 Valente recibió el premio Echo por su trayectoria profesional de las manos del expresidente alemán de Baden-Wurtemberg Lothar Späth, quien le ofreció durante su presidencia un contrato de enseñanza en el Centro Superior de Artes de la Interpretación que estaba por construir - inicialmente en Stuttgart y más tarde en Mannheim-, proyecto que detuvo el sucesor de Späth en 1991.
Se considera a Valente una de las grandes estrellas mundiales del siglo XX. Mientras que en Alemania, Francia, Italia, España y Europa principalmente grabaría y publicaría Schlager, en el mundo de la música se puede afirmar que su énfasis estuvo en Sudamérica. En 1959 trajo las primeras canciones de Bossa Nova a Europa contribuyendo a la popularidad de estos ritmos en Europa. Su CD y DVD Live 1968 muestra la culminación de su arte. Valente es una persona cosmopolita y políglota, pues grabó canciones en 12 idiomas, de los cuales dominaba 6 (francés, italiano, sueco, alemán, inglés y español).
Últimamente vivía retirada en su casa de Lugano (Suiza) y en otra residencia en los EE. UU.

## Filmografía
| - 1954: Mannequins für Rio - 1954: Große Starparade - 1955: Ball im Savoy - 1955: Liebe, Tanz und 1000 Schlager - 1956: Bonjour Kathrin - 1956: Du bist Musik - 1957: Das einfache Mädchen - 1957: Casino de Paris | - 1958: … und abends in die Scala - 1959: Hier bin ich − hier bleib' ich - 1959: Du bist wunderbar - 1962: Schneewittchen und die sieben Gaukler - 1968: Uit met Jan Theys - 1975: Tittertime - 1981: Das Gastspiel (ZDF Fernsehfilm) - 1990: Hotel Paradies (Fernsehserie) - 1992: Der Unschuldsengel |

## Galardones
- 1961: Bravo Otto de la revista juvenil Bravo en la categoría "cantante" en oro (así como en 1960, 1962 y 1963 en Silber).
- 1964: Europremio Europäischer Fernsehpreis, Venedig, Italien.
- 1965: O Globo (Brasil) como mejor artista extranjera de música latinoamericana.
- 1965: FAME Award, premio estadounidense de televisión.
- 1966: Goldene Kamera de 1965.
- 1968: Cruz de Mérito de 1a clase de la República Federal Alemana de la mano de Alois Hundhammer en Múnich.
- 1972: Orden de la Officier de l'êducation artistique, París, Francia.
- 1986: Gran Cruz de Mérito de la República Federal Alemana de la mano de Lothar Späth con motivo de su 50. aniversario en Sindelfingen (cerca de Stuttgart).
- 1990: Bambi
- 1991: Goldene Europa por su "trayectoria profesional" en Saarbrücken.
- 1995: Bambi por su "trayectoria profesional" junto con Vico Torriani y Helmut Zacharias.
- 1998: Romy de platino de la "Gala Romy" en Austria por su obra.
- 2002: Echo por su "trayectoria profesional".
- 2004: Premio GABARDI por su obra, Milán, Italia.
- 2005: Bambi en la categoría "Bambi de honor" por su obra.